# IC 4900
 IC 4900 (auch IC 4900-1) ist eine Spiralgalaxie vom Hubble-Typ Sc im Sternbild Teleskop am Südsternhimmel. Gemeinsam mit PGC 63719 bildet sie ein optisches (?) Galaxienpaar.

Im selben Himmelsareal befinden sich u. a. die Galaxien IC 4894 und IC 4897.
Das Objekt wurde am 31. August 1904 vom US-amerikanischen Astronomen Royal Harwood Frost entdeckt.